# Luciocyprinus
Luciocyprinus is een geslacht van straalvinnige vissen uit de familie van Cyprinidae (Eigenlijke karpers).

## Soorten
- Luciocyprinus langsoni Vaillant, 1904
- Luciocyprinus striolatus Cui & Chu, 1986